# Heriades nodulosus
Heriades nodulosus är en biart som beskrevs av Cockerell 1937. Heriades nodulosus ingår i släktet väggbin, och familjen buksamlarbin. Inga underarter finns listade i Catalogue of Life.